# عزلة جبل حجاج (إب)

تعديل مصدري - تعديل

عزلة جبل حجاج هي إحدى عزل مديرية السدة في محافظة إب اليمنية ويبلغ تعداد سكانها 3894 نسمة حسب التعداد السكاني في اليمن لعام 2004.

## روابط خارجية
- الجهاز المركزي للإحصاء بالجمهورية اليمنية
- المركز الوطني للمعلومات باليمن
- الدليل الشامل